# カドヤ
カドヤは、茨城県で創業し、株式会社ヨークベニマルカドヤ事業部（旧・株式会社スーパーカドヤ）によって運営されていたスーパーマーケットチェーン。茨城県内で16店舗を営業していたが、2010年8月までに全店舗がヨークベニマルに転換された。

## 沿革
- 1895年：常磐線開通にともない、羽鳥駅前に、木炭、肥料、飼料、食料品、酒、たばこ、雑貨品などを扱う小売店角屋を開業
- 1952年：株式会社角屋百貨店として法人を設立。
- 1970年：スーパーマーケット経営開始。
- 1983年：株式会社スーパーカドヤに社名変更。
- 2005年9月1日：株式交換で、株式会社ヨークベニマルの完全子会社になる。
- 2006年9月1日：ヨークベニマルがセブン&アイ・ホールディングスの完全子会社になる。
- 2007年9月1日：ヨークベニマルに吸収合併され、同時に設置されたカドヤ事業部の店舗となる。
- 2010年8月：ヨークベニマルへの転換が完了。

## 店舗一覧

### ヨークベニマルに転換した店舗
店舗形態は、大きな駐車場を持った郊外型店舗で、同じように郊外型店舗を展開するカワチ薬品をはじめとするドラッグストアなどとの共同出店も多い。なお、店舗内にはマクドナルドの「ミニマック」やクリーニング店、美容室などを併設している店舗も多かった。
- 小美玉市
  - 羽鳥東店
- 水戸市
  - 双葉台店
  - 新原店
  - 百合が丘店
- ひたちなか市
  - 田彦店
  - 田彦西店
  - 佐和店
  - 那珂湊店
- 石岡市
  - 八郷店 - 寺島薬局・コメリと共同で出店。
- 美浦村
  - 美浦店
- つくば市
  - 豊里店
  - 谷田部店
- 常陸大宮市
  - 常陸大宮店
- 茨城町
  - 茨城町店
- かすみがうら市
  - 千代田モール店 - WonderGOO・ケーヨーD2・カワチ薬品と共同で出店。
- 土浦市
  - 土浦真鍋店 - カワチ薬品と共同で出店。

### 閉店した店舗
- 石岡市
  - 旭台店
  - 並木店 - 市内への、ヨークベニマルを核店舗とする「ヨークタウン石岡」進出を受け、閉店。閉店後には、イオングループの寺島薬局が開店。
- 小美玉市
  - 羽鳥駅前店
- かすみがうら市
  - 神立千代田店

## 競合
茨城県内で、ほぼ同じような地域に展開し、競合するスーパーマーケットチェーンとして、「カスミ」があるが、こちらはカドヤのセブン&アイ入りより早い2003年6月にイオングループ入りしており、流通業界全体でのセブン&アイとイオンの、代理戦争の様相を呈していた。